# ريل باد أرابز
العرب السيؤون: كيف تسيء هوليوود للشعوب (بالإنجليزية: Reel Bad Arabs: How Hollywood Vilifies a People)‏ ، هو فيلم وثائقي موسوعي من إخراج سوت جهالي ((Sut Jhally وإنتاج Media Education Foundation سنة 2006، هي فيلم وثائقي أمريكي. يعتبر هذا الفيلم امتداداً لكتاب الدكتور جاك شاهين الذي يحمل العنوان ونفسه ويطرح الموضوع ذاته ألا وهو تشويه هوليوود لصورة العرب. هذا الفيلم الوثائقي الرائد يشرح جانب الافتراء على العرب في التاريخ السينمائي الأمريكي الذي وجد منذ الأيام الأولى للسينما الصامتة إلى أكبر وأضخم أفلام هوليوود في أيامنا هذه. يحلل الدكتور جاك شاهين سلسلة طويلة من الصور المهينة للعرب من خلال عرضه لمشاهد من أفلام أمريكية قام بدراستها –هذه الصورة المتمثلة بكون العرب قطاع الطرق أو البدو أوالنساء العربيات الراقصات المنقادات إلى شيوخ شريرة وساذجة أوالصورة العربية الأهم وهي صورة البندقية في يد العرب «الإرهابيين» – ثم يقدم الفيلم أفكارا مدمرة كانت السبب في أصل هذه الصور النمطية، وتنميتها في نقاط رئيسية في تاريخ الولايات المتحدة، ولماذا هي بهذا القدر من الأهمية اليوم.
عرض الفيلم لأول مرة في واشنطن في 8 June 2007 ومن ثم عرض في لوس أنجلوس في 20 June 2007. مدة عرض الفيلم هي 50 دقيقة، مع ترجمة عربية وإنجليزية. ثم توالى عرض الفيلم في أكثر من عشر مهرجانات سنمائية دولية ما بين الأعوام 2006 – 2009 
خمنت ميزانية الفيلم بأنها حوالي $100,000 

## ملخص الفيلم
يتحدث الدكتور جاك في بداية الفيلم الوثائقي هذا عن مدى تعرض العرب للافتراءت في هولوليود معقباً ان نظرته تلك كوّنها بعد أن شاهد مئات الأفلام المنتجة قديماً وحديثاُ، ويتحدث عن مدى سوداوية الآراء التي تنقلها الحضارة الغربية بقوله – حضارتنا – عن العرب معترفاً بتعديها على إنسانيتهم، وأن الصورة نفسها أخذت تتشكل في أنماط عدة تغذّي نفس الجوهر الذي يسيء للعرب، لذلك كان لزاماً ان تُكرَر المشاهد في أفلام عدة مضمرةً إساءة فادحة لوسلوكياتهم وأخلاقهم. ثم يطفق جاك لاستعراض بعض من تلك الصور الممسوخة عن العرب، ولفت الانتباه إلى عملية تغذية عقول الناشئة بهذه الأفكار العقيمة عن العرب ووصفهم بتلك الأوصاف الشنيعة والمؤذية كما هو الحال في الفيلم الكرتوني (دزني) علاء الدين. كما أنه أشار إلى قضية الإساءة للمرأة العربية وتصويرها بما لا يعنيها بل بما لا يمثلها، فلقد نالت نصيباً وضعها في دائرة ضيقة جداً حيث كانت ترقص بإغراء ومن ثم تحولت لإرهابية وانتحارية، بينما هي كسائر نساء العالم؛ موهوبة وذكية، ومتفوقة في كل المجالات. ثم يعترف جاك أن السياسة لها سبب كبير في صورة هوليود عن العرب بل أن كلاهما يغذّي الآخر بطريقة ما. يقول جاك شاهين: «إن كل من هوليود وواشنطن يشتركان بنفس الجينات.» الأحداث السياسية والاقتصادية كأزمة ارتفاع أسعار النفط في أمريكا نتيجة لرفض العرب تصديره لهم وثورة إيران ونشاطات القاعدة وأحداث 11 سبتمبر وغيرها، نقلت الصورة الباهتة لكل بيت أمريكي عن العرب... بل هي صورة مشوهة بحق.
الكتاب والفيلم هما كشف للمشهد السينمائي الأميركي، حيث كشفا عن نمط صارخ من التنميط للعرب وتشابه هذه الصورة النمطية مع الرسوم الكاريكاتورية العنصرية المعادية للسامية وغيرها عبر التاريخ. في الفيلم، تعرض لنا شاهين بعض المشاهد من بعض الأفلام الأمريكية التي فيها ظهور لشخصيات عربية، وحسب قوله، فإنه من بين 900 فيلم قام بعرضه، من أفلام أبيض وأسود وصولاً إلى أفلام يومنا هذا، فإن كل الأفلام كانت تظهر العرب بالصورة نفسها!!! وربطت شاهين ذلك بما يسمى بـ: البروباجاندا (بالإنجليزية:فيلم بروغبندا) والذي كتب عنه الكثيرون من أمثال كارل ماركس وادورنو وادوارد سعيد، وأشار إلى أن البروباجاندا للفيلم هي متمثلة بالمصالح السياسية لأمريكا. ثم أوضح أن من بين 900 فيلم، قرابة ال50 فيلم فقط كان محايداً في إظهار صورة العرب، أما الصورة الإيجابية عن العرب، فتكاد لا توجد حيث ظهرت بإلكاد في عدة أفلام معدودة على الأصابع. قسّم شاهين الفيلم إلى عدة أجزاء، وفي كل جزء يظهر صورة نمطية معينة للعرب، ثم يعرض لنا مشاهد كأمثلة.

### الصور النمطية للعرب التي أظهرها الفيلم
- الشخصية العربية الشريرة دوماً و«الإرهابية» المتسببة بالجرائم والتفجيرات والاغتصابات.
- الشخصية العربية الساذجة، الراكضة وراء المتعة والشهوة والإسراف.
- الشخصية العربية البدوية، البعيدة عن الحضارة والعلم وغالباً ما ترافقها صورة «الخيمة» و«الجمل».
- الشخصية العربية العصبية جداً، القامعة للمرأة وبعيدة عن العواطف أو الرومانسية.

### الأفلام التي عكست هذه الصور النمطية
• فيلم The Black Stallion عام 1979.
- فيلم The Black Stallion Returns عام 1984.
- فيلم Protocol عام 1984.
- فيلم العودة إلى المستقبل عام 1985.
- فيلم ذا دلتا فورس عام 1986.
- فيلم النسر الحديدي عام 1986.
- فيلم الموت قبل العار عام 1987.
- فيلم عشتار عام 1987.
- فيلم The Taking of Flight 847 عام 1988.
- فيلم Terror in Beverly Hills عام 1988.
- فيلم The Bonfire of the Vanities عام 1990.
- فيلم نيفي سيلز عام 1990.
- فيلم Killing Streets عام 1991.
- فيلم شاين أوف كوماند عام 1993.
- فيلم Bloodfist VI: Ground Zero عام 1994.
- فيلم أكاذيب حقيقية عام 1994.
- فيلم Armour of God II: Operation Condor عام 1991.
- فيلم Freedom Strike عام 1998.
- فيلم قواعد الإشتباك عام 2000.

أما الأفلام التي عكست صورة معتدلة/ إيجابية – نوعاً ما – عن العرب هي فقط:
•The 13th Warrior
- Robin Hood: Prince of Thieves
- Three Kings
- Kingdom of Heaven

## خلفية عن جاك شاهين
الكاتب الدولي والناقد الإعلامي الدكتور جاك شاهين، هو ناشط دولي وإنساني ومن المخلصين للإنسانية. وكونه المستشار السابق لشؤون الشرق الأوسط في أخبار سي بي اس (بيتسبرغ) المحلية، كانت محاضراته وكتاباته توضح مدى الضرر الذي تخلّفه الصور النمطية العنصرية والعرقية عن الآسيويين والسود والهنود من جرح الأبرياء وتشويه صورهم كما كان يقدم حلولا عملية للمساعدة على تحطيم هذه المفاهيم الخاطئة.
وقد أعطى الأستاذ شاهين أكثر من 1000 محاضرة في جميع ولايات أمريكا وفي ثلاث قارات. من بين تلك الجامعات التي رحبت به كانت: جامعة أكسفورد، أمهيرست، براون، إموري، هارفارد، وجامعة جنوب كاليفورنيا، ويست بوينت، فضلا عن مؤسسة كارنيجي للسلام الدولي والبيت الأبيض. مراكز العالم المهمة حيت تحدّث جاك شاهين تشمل: لندن، برلين، باريس، براغ، نيودلهي، القاهرة، وإسطنبول. بالتعاون مع حكومة الولايات المتحدة، قام شاهين بعقد حلقات دراسية في جميع أنحاء الشرق الأوسط. ألّف الدكتور شاهين أربعة كتب: أفلام الحرب النووية Nuclear War Films، تنميط العرب والمسلمون في الثقافة الشعبية الأميركية Arab and Muslim Stereotyping in American Popular Culture، تلفزيون العرب The TV Arab ، وأخيراً، الكتاب (و الفيلم)العرب السيؤون: كيف هوليوود تذم الناس Reel Bad Arabs: How Hollywood Vilifies a People. له كتابات وتشمل أكثر من 300 مقالة في مجلة نيوز ويك نيوزويك، صحيفة وول ستريت جورنال The Wall StreetJournal وواشنطن بوست واشنطن بوست إلى جانب العديد من الفصول في عشرات الكتب الدراسية عن الصور النمطية في وسائل الاعلام. الدكتور شاهين هو عالم أبحاث من جامعة أكسفورد، حاصل على جائزتين من جوائز Fullbright teaching awards. يحمل شهادات علمية من معهد كارنيجي للتكنولوجيا، جامعة ولاية بنسلفانيا، وجامعة ولاية ميسوري. ظهر على العديد من الشبكات التلفزيونية العالمية والبرامج الشهيرة مثل CNN، MSNBC،National Public Radio Nightline, Good Morning America, 48 Hours, The Today Show. ومن بين أهم الجوائز التي حاز عليها الدكتور شاهين تقديراً لمساهمته البارزة من أجل التوصل إلى فهم أفضل لمجتمعنا العالمي هي: جائزة Janet Lee Stevens Award من جامعة بنسلفانيا؛ وجائزة اللجنة الاميركية العربية لمكافحة التمييز؛ وكذلك جائزة «بانشو كن» لـ: النهوض بالإنسانية. (بانشو كن، باللغة المايانية، وتعني: السعي للحصول على جذور الحقيقة). خدم شاهين كمستشار مع شركات التلفزيون والأفلام مثل:
```
DreamWorks, Warner Brothers, Hanna-Barbera، Showtime
```

## الممثلين وطاقم العمل
- الراوي (و الشخصية الوحيدة): جاك شاهين Jack Shaheen
- المخرج: سوت جهالي Sut Jhally
- المنتج: جيريمي آرب Jeremy Earp
- مشرف الإنتاج: أندرو كيللوي Andrew Killoy
- المونتاج: سوت جهالي Sut Jhally، أندرو كيللوي Andrew Killoy، ماري باتييرنو Mary Patierno
- هندسة الصوت: بيتر آكر Peter Acker، مجموعة أرماديللو للآوديو Armadillo Audio Group
- البحوث الإعلامية وجمع الحقائق: كينيون كينج Kenyon King، باثشيبا راتزكوف Bathsheba Ratzkoff
- الكتابة الفرعية Subtitles: جايسون يونغ Jason Young
- الترجمة للعربية: هدى يحيى Huda Yehia، مركز الترجمة بجامعة ماساتشوستس University of Massachussets
- المصمم الجرافيكي: شانون ماكينا Shannon McKenna
- جرافيكس إضافية: جانيت بروكلهيرست Janet Brockelhurst
- مساعد منتج: جايسون يونغ Jason Young
- DVD: أندرو كيللوي Andrew Killoy، جيريمي سميث Jeremy Smith
- لقطات إضافية مقدمة من: ماري باتييرنو Mary Patierno وThe Newsmarket
- موسيقى: سيمون شاهين Simon Shaheen

## استقبال الفيلم بعد العرض

### أولاً: عرض الفيلم في مهرجانات سينمائية دولية
المهرجانات التي عرضت الفيلم هي:
Film Festivals
Official Selection, 2009 Cinemateket, Norwegian Film Institute
Official Selection, 2009 Chicago Arabesque
Official Selection, 2009 Arab Film Festival, Calgary
Official Selection, 2008 Palestinian Film Festival, Sydney
Official Selection, 2008 Nazariya Films for PEACE Festival
Official Selection, 2008 One World Berlin Film Festival
Official Selection, 2008 Mostra Mundo Arabe de Cinema
Official Selection, 2008 Festival del integracion de Valencia
Official Selection, 2008 Our Island, Our World Film Film Festival
Official Selection, 2008 Adelaide Festival of Arts
Official Selection, 2007 Arabian Sights Film Festival
Official Selection, 2007 Arab Film Festival
Official Selection, 2007 Cinema East Film Festival
Official Selection, 2007 Date Palm Film Festival
Official Selection, 2007 Brisbane International Film Festival
Official Selection, 2007 Liverpool Arabic Arts Festival
Official Selection, 2007 National Conference for Media Reform
Official Selection, 2006 Dubai International Film Festival

### ثانياً: النقد
لاقى الفيلم بعض النقد المحايد من قيل صحفيين وكتاب معروفين. من أهم التقارير النقدية في الفيلم كما ذكر في موقع الفيلم الرسمي:
كتب وليام بووث William Booth في صحيفة واشنطن بوست Washington Post في صالح الفيلم، «هوليود مهووسة بوصف العرب بالثلاث (ب): بيلي دانسرز Belly Dancers، بيليونير شيخ Billionaire Sheiks وبومبرز Bombers» وتعني هذه الأوصاف: راقصات، وشيوخ أغنياء وإرهابيون.
و كتب سامر الأطرش Samer Alatrash في صحيفة مونتريال ميرور Montreal Mirror: «في مشهد من الفيلم الشهير ترو لايز True Lies، يربط أرنولد شوارزنيغر Arnold Schwarzeneggerإرهابي فلسطيني على صاروخ، ثم يطلق الصاروخ على طائرة هيليكوبتر مكتظة بالمزيد من الفلسطينيين...» كما ولاقى الفيلم نقداً إيجابياً في المنطقة العربية، من من أهم المقالات النقدية عن الفيلم كما هو مذكور في الموقع الرسمي كانت مقالة لصحيفة مصر اليوم Egypt Today بقلم عمر أتم Omar Attum ومقالة للجزيرة الإنجليزية Al Jazeera English بقلم معتز بشارة Motez Bishara.
لقراءة المزيد من التفاصيل عن المقالات كاملة في الموقع الرسمي للفيلم اضغط هنا

## الوصلات الخارجية
- ريل باد أرابز على موقع IMDb (الإنجليزية)
- ريل باد أرابز على موقع Turner Classic Movies (الإنجليزية)
- ريل باد أرابز على موقع فيلمافينيتي (الإسبانية)
- ريل باد أرابز على موقع قاعدة بيانات الفيلم (الإنجليزية)
- ريل باد أرابز على موقع ليتربوكسد (الإنجليزية)
- ريل باد أرابز على موقع كينوبويسك (الروسية)

- "Reel Bad Arabs: How Hollywood Vilifies a People"، فيلم وثائقي للدكتور جاك شاهين 2006